# 乌克兰周报 (1933年)
乌克兰周报是散居在美国和北美的乌克兰人最古老的英文报纸。
该报由乌克兰国家协会创办，自1933年10月6日發行，美国主要的图书馆都有该报的存档，并且可以在该报的网站上查阅。